# Barbara Roy
Barbara Roy, pseudonimo di Barbara Gaskins (Kinston, ...), è una cantante statunitense.
Negli anni 70 ebbe successo nel gruppo Ecstasy, Passion & Pain, dopodiché lavorò da sola. È famosa per il brano Gotta See You Tonight, che raggiunse la vetta della Dance Club Songs nel 1986. 
Risiede a Washington e nel 2002 ha prodotto l'album Climbing.